# Pi Mensae
Pi Mensae (π Men) – gwiazda w gwiazdozbiorze Góry Stołowej, odległa o około 60 lat świetlnych od Słońca. Gwiazdę okrążają co najmniej trzy planety.

## Charakterystyka obserwacyjna
Jest to gwiazda słabo widoczna nieuzbrojonym okiem w sprzyjających warunkach. Należy do obiektów nieba południowego, jest odległa o około 10° od południowego bieguna niebieskiego.

## Charakterystyka fizyczna
Pi Mensae to żółty karzeł, gwiazda ciągu głównego należąca do typu widmowego G0. Jest o 44% jaśniejsza od Słońca, ma temperaturę powierzchniową ponad 6000 K. Jej promień i masa są o około 10% większe niż promień i masa Słońca. Wiek gwiazdy jest oceniany na około 3 miliardy lat.

### Układ planetarny
Pi Mensae ma układ planetarny o nietypowej strukturze, zawierający trzy znane planety. W 2001 roku dzięki pomiarom zmian prędkości radialnej gwiazdy został odkryty masywny gazowy olbrzym, Pi Mensae b, okrążający ją po bardzo ekscentrycznej orbicie. Planeta ta ma masę minimalną ponad dziesięciokrotnie większą niż Jowisz i potrzebuje 5,7 roku na okrążenie gwiazdy.
W 2018 roku na daleką orbitę okołoziemską został wysłany teleskop kosmiczny TESS, mający wykrywać planety przez obserwacje tranzytów. Pierwszą planetą odkrytą dzięki zebranym przez niego danym była mała, wewnętrzna planeta obiegająca Pi Mensae. Ma ona promień 2,14 R🜨 i krąży po ciasnej orbicie z okresem obiegu 6,27 dnia. Dzięki wykryciu sygnału zmian prędkości radialnej o tym samym okresie stwierdzono, że jest to superziemia; jej masa jest oceniana na ponad trzykrotnie większą od masy Ziemi.
W 2022 roku, wraz z poprawą parametrów znanych planet, wykryto sygnał pochodzący od trzeciej planety w układzie. Obiekt ma masę minimalną podobną do masy Neptuna, porusza się po ekscentrycznej orbicie.
| Towarzysz | Masa           | Okres orbitalny [ d ] | Półoś wielka [ au ] | Ekscentryczność |
| c         | 3,63 ± 0,38 M🜨 | 6,267852 ± 1,6×10−5   | 0,06702 ± 0,0005    | 0,15 ± 0,15     |
| d         | 13,4 ± 1,4 M🜨  | 124,64 +0,48−0,52     |                     | 0,22 ± 0,08     |
| b         | 12,6 ± 2,0 MJ  | 2088,33 ± 0,34        | 3,308 ± 0,039       | 0,645 ± 0,001   |